# Edward Dmytryk
Edward Dmytryk (Grand Forks, 4 september 1908 – Encino, 1 juli 1999) was een Canadees-Amerikaans regisseur van Oekraïense komaf.

## Levensloop
Edward Dmytryk groeide op in San Francisco als kind van Oekraïense immigranten.
Hoewel hij een beurs kreeg, gaf hij na één jaar zijn studie op. Hij trok naar Hollywood, waar hij vanaf 1930 als scenarist en vanaf 1935 als filmregisseur werkzaam was. In 1941 werd hij Amerikaans staatsburger en tijdens de Tweede Wereldoorlog was hij lid van de Amerikaanse communistische partij.
Eind de jaren 40 werd hij door het HUAC verdacht van communistische sympathieën. Samen met negen andere scenaristen en regisseurs werd hij wegens on-Amerikaanse activiteiten tot een korte gevangenisstraf veroordeeld. Na enkele maanden in de gevangenis verwierp hij het communisme en verklikte hij andere mensen in de filmindustrie met communistische sympathieën. Veel van zijn collega's hebben hem dat verraad nooit vergeven.
Tot de jaren 60 had hij een succesvolle carrière als filmregisseur. Nadien begon hij een academische loopbaan. Van 1976 tot 1981 was hij hoogleraar filmtheorie aan de universiteit van Austin.

## Filmografie
- 1935: The Hawk
- 1939: Television Spy
- 1940: Emergency Squad
- 1940: Golden Gloves
- 1940: Mystery Sea Raider
- 1940: Her First Romance
- 1941: The Devil Commands
- 1941: Under Age
- 1941: Sweetheart of the Campus
- 1941: The Blonde from Singapore
- 1941: Secrets of the Lone Wolf
- 1941: Confessions of Boston Blackie
- 1942: Counter-Espionage
- 1942: Seven Miles from Alcatraz
- 1943: Hitler's Children
- 1943: The Falcon Strikes Back
- 1943: Captive Wild Woman
- 1943: Behind the Rising Sun
- 1943: Tender Comrade
- 1944: Murder, My Sweet
- 1945: Back to Bataan
- 1945: Cornered
- 1946: Till the End of Time
- 1947: So Well Remembered
- 1947: Crossfire
- 1949: Obsession
- 1949: Give Us This Day
- 1952: Mutiny
- 1952: The Sniper
- 1952: Eight Iron Men
- 1953: The Juggler
- 1954: The Caine Mutiny
- 1954: Broken Lance
- 1955: The End of the Affair
- 1955: Soldier of Fortune
- 1955: The Left Hand of God
- 1956: The Mountain
- 1957: Raintree County
- 1958: The Young Lions
- 1959: Warlock
- 1959: The Blue Angel
- 1962: Walk on the Wild Side
- 1962: The Reluctant Saint
- 1964: The Carpetbaggers
- 1964: Where Love Has Gone
- 1965: Mirage
- 1966: Alvarez Kelly
- 1968: Anzio
- 1968: Shalako
- 1972: Bluebeard
- 1975: The Human Factor